# Escut del Catllar

Escut oficial del Catllar

L'escut oficial del municipi de El Catllar té el següent blasonament:
Escut caironat: de sinople, un agnus Dei reguardant d'argent nimbat d'or portant la banderola de gules amb una creu plena d'argent i l'asta creuada d'or. Per timbre una corona mural de vila.
Va ser aprovat el 3 de desembre del 1987 i publicat en el DOGC el 30 de desembre del mateix any amb el número 933.
L'Agnus Dei, o anyell pasqual, és el símbol de sant Joan Baptista, el patró de la vila.

## Bandera

Bandera oficial del Catllar

Bandera apaïsada de proporcions dos d'alt per tres de llarg, verda, amb tres creus plenes, sobreposades, blanca, vermella i blanca, de braços de gruix, respectivament 3/9, 2/9 i 1/9 de l'alçària del drap.
Va ser publicada al DOGC el 30 d'abril de 1999 i rectificada el 6 de febrer de 2015.